# Ms. G.O.A.T.
Ms. G.O.A.T. es el primer mixtape de la rapera, actriz, compositora y modelo estadounidense Lil' Kim, fue lanzado el 3 de junio de 2008 bajo el sello Money Maker, cuenta con colaboraciones como Britney Spears, Missy Elliott, Alicia Keys, Keyshia Cole, 50 Cent y Gucci Mane. La producción estuvo a cargo del DJ Whoo Kid y Mister Cee. El título de Ms. G.O.A.T. hace referencia al disco ''G.O.A.T.'' del rapero LL Cool J que significa Greatest Of All Time.

## Antecedentes y desarrollo
Después de reclamar el deseo de poseer control creativo y una desviación posterior de su anterior discográfica principal, Atlantic Records, Lil' Kim comenzó a trabajar en Ms. G.O.A.T. en 2007. Este también fue su primer trabajo luego de ser liberada de su encarcelamiento en julio del 2006
Lil' Kim nunca antes había hecho un mixtape, y en una entrevista para MTV, afirmó: "Siempre quise hacer un mixtape... Solía ver cómo 50 Cent solía hacerlo tan difícil... Maldición, no hay muchas chicas haciéndolo". Ms. G.O.A.T. fue su primer lanzamiento independiente.
Antes del lanzamiento del mixtape, «Chillin' Tonite» recibió airplay en la radio. El mixtape mostraba nuevas canciones de Lil' Kim, así como varios remixes en los que estaba trabajando. Hay sketches de forma intermitente, y el mixtape presenta colaboraciones con 50 Cent, Maino, un rapero radicado en Brooklyn y Britney Spears, así como varias otras estrellas del Hip Hop. Lil' Kim también toma ataca a Remy Ma en la canción «I Get It», como parte de una continuación de la rivalidad, y rinde homenaje a Lauryn Hill y MC Lyte a través de samples o temáticas como "Mis-Education of Lil 'Kim", que presenta el ritmo de "Lost Ones", una canción de The Miseducation of Lauryn Hill, y "Hood News", respectivamente.

## Promoción
Lil' Kim interpretó la canción «Chillin' Tonite» en una comedia dramática de 2007, The Game, en el episodio Media Blitz, que también protagonizó ella misma.
Como parte de la promoción, Lil' Kim ofreció copias firmadas de Ms. G.O.A.T. en un concurso, donde los fanáticos enviarían solicitudes sobre con quién les gustaría verla trabajar, y también por qué es la "G.O.A.T." o ''La Mejor de Todos los Tiempos''.

## Recepción crítica
Entre los críticos, Ms. G.O.A.T. recibió críticas generalmente positivas. Se le ha llamado una representación del regreso de Lil' Kim a las ''calles". Tito Salinas de All Hip Hop dice "Lil' Kim muestra que su tiempo tras las rejas no le quitó todo su swag" en Ms. G.O.A.T. Por otro lado, Ehren Gresehover de New York Mag dice que ''una de las canciones como «The Miseducation of Lil' Kim» no está nada mal, solo deseó que fuera Lauryn Hill quien estaba regresando en su lugar.''

## Lista de canciones
| N.º | Título                                          | Duración |  |
| 1.  | «Hood Newz: Lil' Kim Free»                      | 01:14    |  |
| 2.  | «Ms. G.O.A.T.»                                  | 01:57    |  |
| 3.  | «Mis-Education of Lil' Kim»                     | 03:08    |  |
| 4.  | «I Get It»                                      | 01:19    |  |
| 5.  | «Wrath of Kim's Madness»                        | 01:45    |  |
| 6.  | «Chillin' Tonite»                               | 04:19    |  |
| 7.  | «Need a Bitch» (con Nate Dogg)                  | 03:35    |  |
| 8.  | «2 Hatin' Bitches (Skit)»                       | 01:02    |  |
| 9.  | «It's Kim Bitches (Get That Money)»             | 03:05    |  |
| 10. | «Fuck You»                                      | 03:54    |  |
| 11. | «Rock on Wit Yo Bad Self»                       | 02:18    |  |
| 12. | «Queen Bitch 101» (con Christian Rich)          | 04:05    |  |
| 13. | «Kim Gets Deeper»                               | 01:55    |  |
| 14. | «Wanna Lick (Magic Stick, Pt. 2)» (con 50 Cent) | 03:20    |  |
| 15. | «Thang on Me» (con Maino y Sha Money XL)        | 04:02    |  |
| 16. | «It Ain't My Fault»                             | 03:30    |  |
| 17. | «Kimmy More» (con Britney Spears)               | 03:48    |  |
| 18. | «Salute the Women of Hip Hop (Skit)»            | 01:11    |  |
| 19. | «Let It Go» (con Keyshia Cole y Missy Elliott)  | 03:53    |  |
| 20. | «Mr. Cee Speaks»                                | 00:14    |  |
| 21. | «Freaky Gurl (Remix)» (con Gucci Mane)          | 04:37    |  |
| 22. | «Outro»                                         | 00:43    |  |
| 23. | «No One (Remix)» (con Alicia Keys)              | 03:59    |  |